# NGC 6241
NGC 6241 (другие обозначения — MCG 8-31-7, ZWG 252.5, IRAS16486+4530, PGC 59085) — спиральная галактика (Sc) в созвездии Геркулес.
Этот объект входит в число перечисленных в оригинальной редакции «Нового общего каталога».